# Il Genio (gruppo musicale)
Il Genio è un duo pop italiano composto da Gianluca De Rubertis (voce, chitarra e tastiera, ex componente degli Studiodavoli) e Alessandra Contini (voce e basso).

## Storia

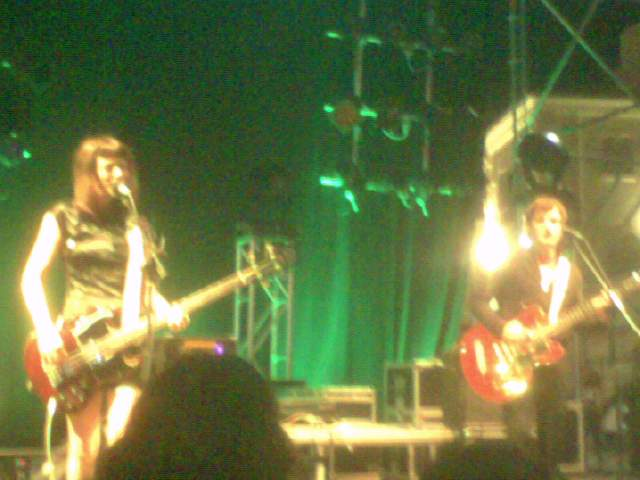
Il Genio suona dal vivo alla Fiera del Levante, 20 settembre 2009.

I due sono di origine leccese, ma vivono a Milano. Amici di vecchia data, fondano il duo nel 2007, iniziando ad esibirsi in feste private per arrivare al successo poco dopo, nel 2008.
Nel 2008 partecipano alla compilation tributo ai Diaframma Il dono - Artisti vari reinterpretano i Diaframma registrando il pezzo Il telefono.
Nello stesso anno la canzone Pop porno diviene un vero e proprio tormentone. Lanciato da Radio Deejay e utilizzato nel programma TV Quelli che il calcio (Rai 2) condotto da Simona Ventura il 28 settembre 2008, il brano recupera le atmosfere della musica anni sessanta, dello shibuya kei e dell'easy listening internazionale; grazie al testo malizioso, fa conoscere Il Genio al grande pubblico. Il duo si avvale di molteplici canali di diffusione in linea, fra cui MySpace, iTunes, YouTube e Facebook. Il pezzo raggiunge l'undicesima posizione nella classifica FIMI.
Sempre nel 2008 esce il primo album del duo, l'omonimo Il Genio, edito dalla casa discografica Disastro Records (nuova emanazione della Cramps Music). Il disco venne registrato presso l'Ectoplasmic Garden Studio di Padova da Marco Fasolo (Jennifer Gentle) e missato da Stefano Manca. L'album è stato ripubblicato dopo alcuni mesi dalla Universal, aggiungendo due brani inediti alla prima versione. I testi delle canzoni sono principalmente in italiano, ma anche in francese con evidenti richiami alla produzione di Serge Gainsbourg.
Successivamente viene pubblicato il singolo Una giapponese a Roma, altro pezzo che, pur essendo una cover di un brano di Kahimi Karie, ottiene un notevole successo, cui segue Non è possibile che non ottiene posizioni in classifica di rilievo.
Il 14 maggio 2010 viene lanciato in radio il nuovo singolo Cosa dubiti, che anticipa il nuovo album del duo Vivere negli anni 'X, uscito il 18 giugno. Verranno estratti successivamente da questo album anche i brani Tahiti Tahiti e Amore chiama Terra.
Il 16 luglio 2010 esce il singolo split Il lato beat Vol. 1 a cui ha collaborato anche Il Genio nella canzone Precipitevolissimevolmente, interpretata con Dente.
Dal 3 dicembre 2010 è stato lanciato in radio il nuovo singolo Roberta, che fa parte del concept album Romanzo criminale - Il CD, ispirato alla serie televisiva Romanzo criminale - La serie.
Il 28 marzo 2012 Gianluca De Rubertis pubblica un album da solista, Autoritratti con oggetti, per Niegazowana/Venus; a cui collaborano tra gli altri Gianluca Gambini, Roberto Dell'Era, Lucia Manca, Matilde De Rubertis e Chiara Piliego.
Il 19 aprile 2013 il duo de Il Genio pubblica un nuovo singolo con la neonata etichetta discografica indipendente Ego di Ilario Drago; si tratta di Amore di massa. Nel novembre seguente viene pubblicato il singolo Bar cinesi. Il 13 dicembre 2013 viene pubblicato il terzo album de Il Genio, intitolato Una voce poco fa. A differenza dei dischi precedenti, questo viene pubblicato solamente in digitale e riceve un giudizio peggiore rispetto ai dischi precedenti seppur positive.
Successivamente i due si dedicano ai rispettivi progetti solisti, senza uno scioglimento ufficiale del progetto.
Tra il 2015 e il 2016 il duo si riunisce per alcune date sparse per l'Italia. Sempre nel 2016 ospiti della trasmissione Bring the Noise.
Nel 2021 partecipano al singolo Porno di VillaBanks che reinterpreta la loro hit del 2008.

## Formazione

### Album studio
- Gianluca De Rubertis - chitarra, tastiere, voce, batteria elettronica
- Alessandra Contini - voce, basso

### Live
- Gianluca De Rubertis - tastiere, voce
- Alessandra Contini - voce, basso
- Andrea Garbo - chitarra
- Paolo Mongardi - batteria

Attualmente alla chitarra elettrica Dario Ciffo (ex Afterhours e Lombroso). Alla batteria Alessandro Deidda (Le Vibrazioni).

## Discografia

### Album in studio
- 2008 – Il Genio
- 2010 – Vivere negli anni 'X
- 2013 – Una voce poco fa

### Split
- 2010 – Il lato beat Vol. 1

### Singoli
- 2008 – A questo punto
- 2008 – Pop porno
- 2009 – Non è possibile
- 2010 – Cosa dubiti
- 2010 – Precipitevolissimevolmente (con Dente)
- 2010 – Tahiti Tahiti
- 2010 – Roberta
- 2011 – Amore chiama Terra
- 2013 – Amore di massa
- 2013 – Bar cinesi
- 2014 – Dopo mezzanotte

### Partecipazioni
- 2008 – Il dono - Artisti vari reinterpretano i Diaframma - partecipano con il brano Il telefono
- 2010 – Romanzo criminale - Il CD - partecipano con il brano Roberta
- 2021 – Porno (VillaBanks feat. Lil Kvneki, Il Genio)